# Presaddfed Hall

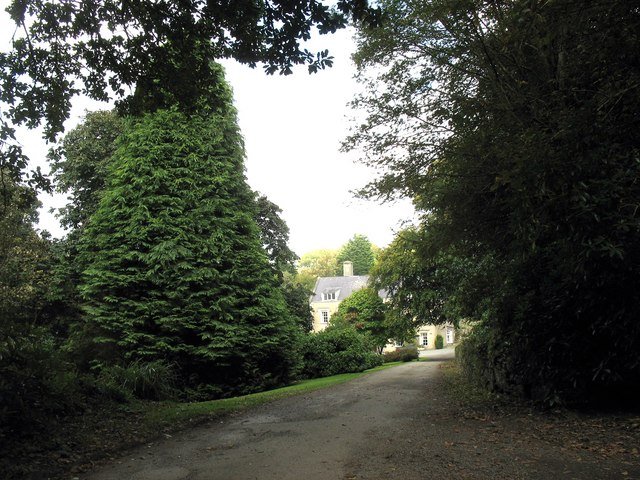
Presaddfed Hall

Presaddfed Hall é uma pequena casa de campo listada de Grau II * situada entre bosques a nordeste de Bodedern, no extremo sul de Llyn Llywenan. O bloco principal foi construído em 1686 e está unido a um bloco anterior por um bloco posterior construído em 1875. Um jardim rodeado por um muro fica a leste da casa Outrora a residência da família Lewis, vários dos quais serviram como Alto Xerife de Anglesey, é actualmente um hotel rural.